# Дамар (город)
Дамар (араб.  ذمار ‎) — город в Йемене.

## География
Расположен в юго-западной части страны, примерно в 100 км к югу от Саны, на высоте 2406 м над уровнем моря. Находится на дороге, идущей из Саны на юг страны. Административный центр одноимённой мухафазы.

## Климат

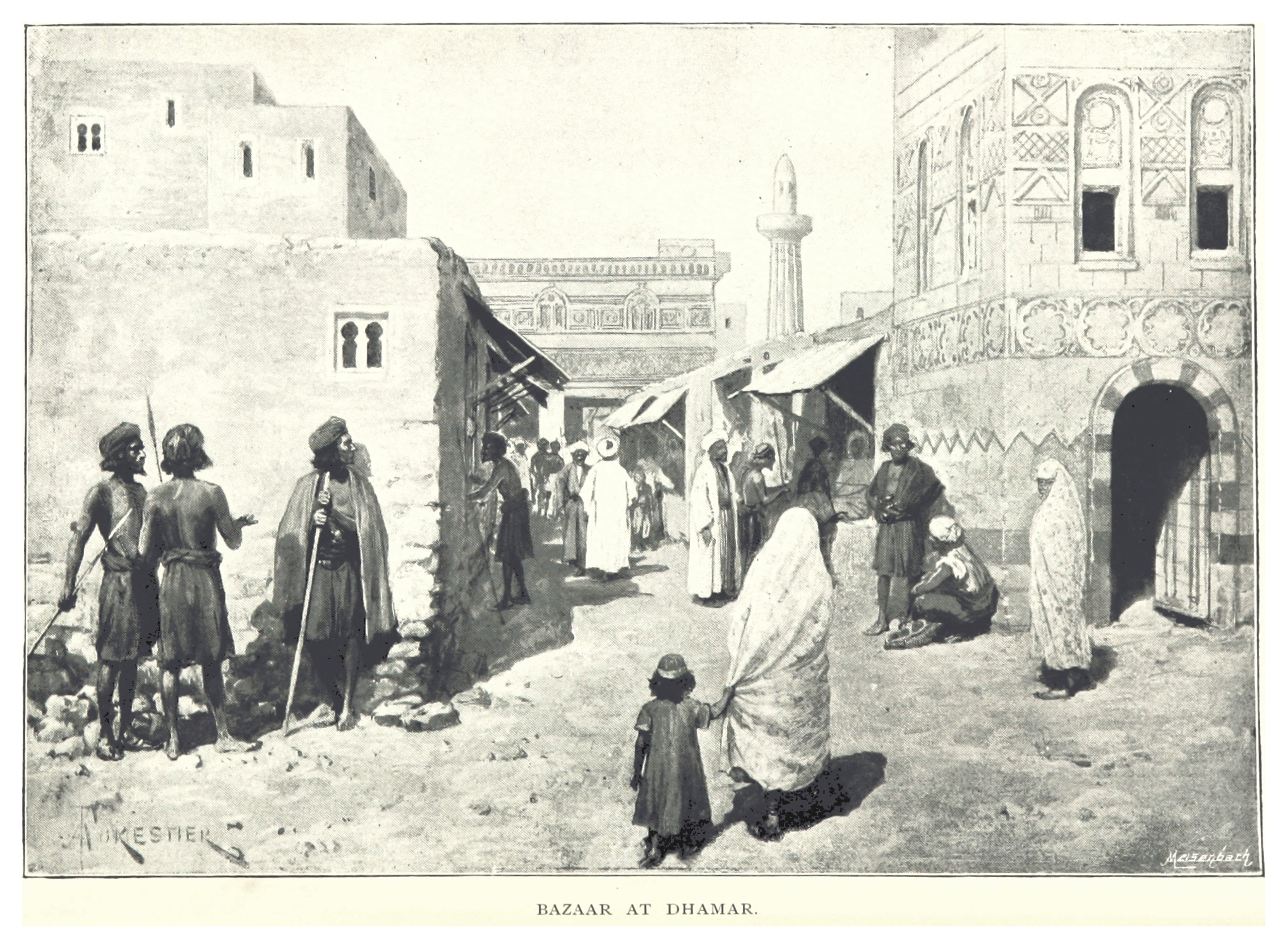
Базар в Дамаре в 1893 году.

| Показатель              | Янв. | Фев. | Март | Апр. | Май  | Июнь | Июль | Авг. | Сен. | Окт. | Нояб. | Дек. | Год  |
| ----------------------- | ---- | ---- | ---- | ---- | ---- | ---- | ---- | ---- | ---- | ---- | ----- | ---- | ---- |
| Средний максимум, °C    | 21,2 | 22,6 | 25,1 | 24,9 | 26,0 | 28,1 | 25,8 | 25,3 | 25,3 | 23,6 | 21,1  | 20,8 | 24,2 |
| Средняя температура, °C | 11,8 | 12,3 | 15,7 | 16,2 | 17,9 | 18,9 | 19,6 | 19,2 | 18,0 | 16,4 | 13,9  | 12,8 | 16,1 |
| Средний минимум, °C     | 2,4  | 2,0  | 6,3  | 7,6  | 9,9  | 9,8  | 13,4 | 13,1 | 10,7 | 9,3  | 6,7   | 4,9  | 8,0  |
| Норма осадков, мм       | 7    | 8    | 18   | 50   | 45   | 15   | 76   | 110  | 31   | 6    | 8     | 3    | 377  |
| Источник:               |      |      |      |      |      |      |      |      |      |      |       |      |      |

## История

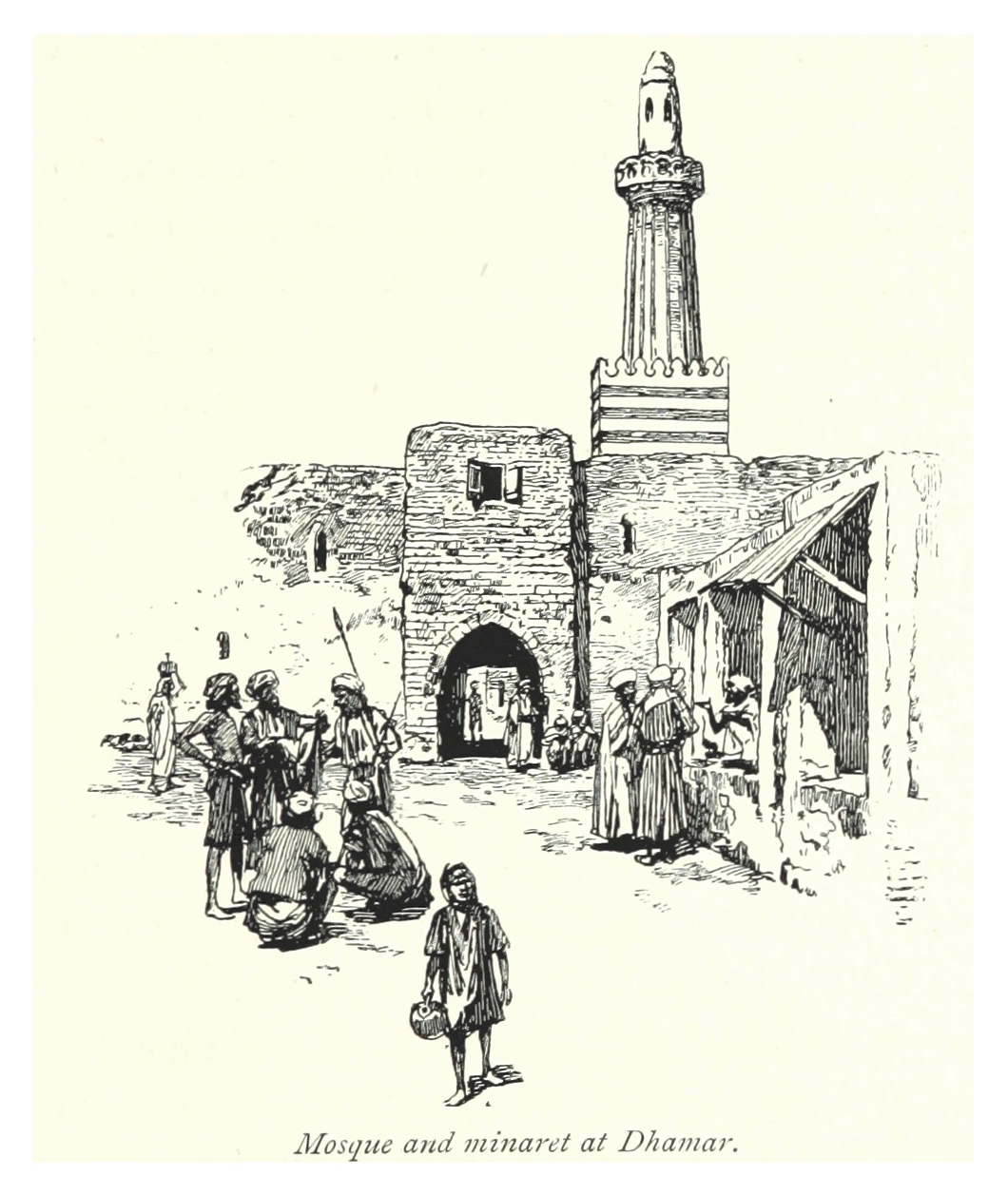
Мечеть в Дамаре в 1893 году.

Город Дамар, в центре Дамар (бассейн), имеет древнее происхождение. Он был построен легендарным химьяритским правителем Дамар Али Яхбир II (англ. Dhamar Ali Yahbir II), известный восстановлением большой плотины Мариб. Расположенный в центре Йемена, с хорошими связями с близлежащих мухафазами, город процветал как рынок в каждую среду и место встречи для племен, живущих поблизости.
Город имел важное историческое значения в доисламские времена. С приходом мусульманства был известен как крупный центр изучения ислама, а также как важный центр коневодства в Аравии.
Дамар - это единственный город в этой части страны, не окружённый городскими стенами или естественными защитными образованиями. Это просто поселение на равниной местности. В Дамаре находится множество мечетей, кроме того, здесь расположен Дамарский университет — крупнейший университет Йемена.

## Население

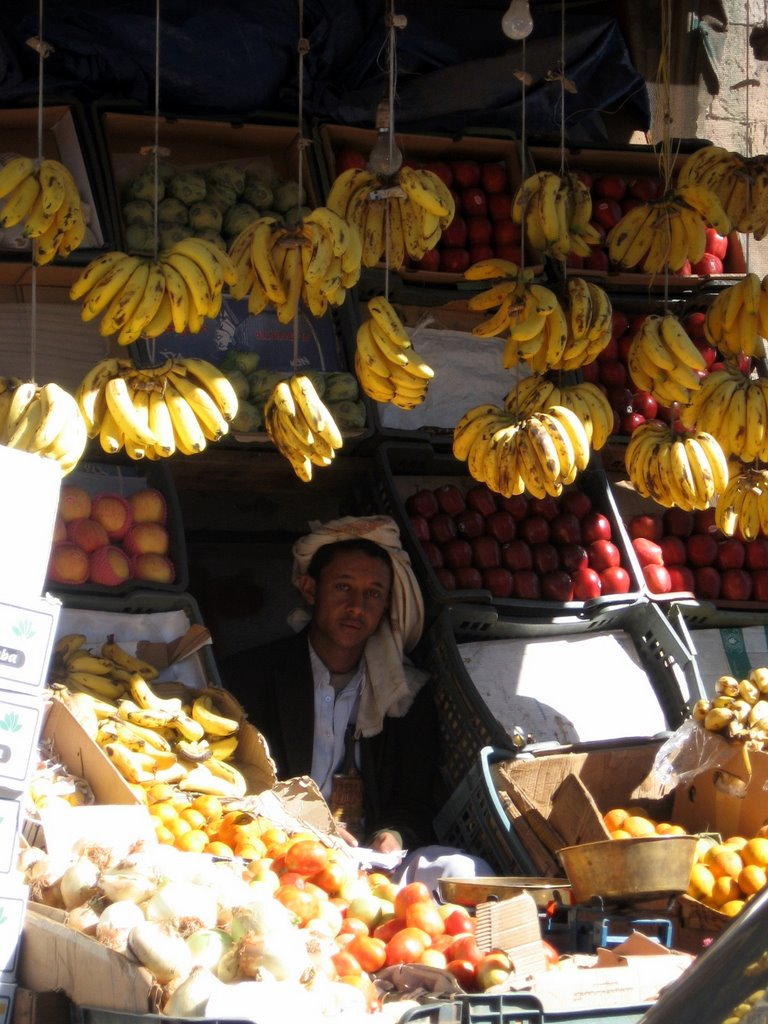
Продавец фруктов и овощей в Дамаре. 2007 год.

По данным на 2013 год численность населения города составляла 198 920 человек.
Динамика численности населения города по годам:
| 1994   | 2004    | 2013    |
| ------ | ------- | ------- |
| 82 920 | 144 273 | 198 920 |